# Witenalpstock
Witenalpstock – szczyt w Alp Glarneńskich, części Alp Zachodnich. Leży w Szwajcarii, na granicy kantonów Gryzonia i Uri. Należy do podgrupy Alp Glarneńskich właściwych. Szczyt można zdobyć ze schroniska Etzlihütte (2052 m). 
Pierwszego wejścia dokonali Josef Maria Tresch-Exer i John Sowerby w 1866 r.